# Цыганы (Тернопольская область)
Цыганы (укр. Цигани) — село в Борщёвской городской общине Чортковского района Тернопольской области Украины.
До 19 июля 2020 года входило в состав Борщёвского района.
Код КОАТУУ — 6120886801. Население по переписи 2001 года составляло 1511 человек.

## Географическое положение
Село Цыганы находится на берегах реки Цыганка,
выше по течению на расстоянии в 3 км расположено село Лосяч,
ниже по течению на расстоянии в 4 км расположено село Мушкатовка.

## История
- 1493 год — первое упоминание о селе.
- В 1931 году в селе произошла стычка между поляками и украинцами.
- С 1946 по 1992 год село называлось Рудка[3][4].

## Объекты социальной сферы
- Школа.
- Клуб.
- Фельдшерско-акушерский пункт.

## Достопримечательности
- Братская могила советских воинов.